# الكسيس كاسويل
الكسيس كاسويل (بالإنجليزية: Alexis Caswell)‏ (و. 1799 – 1877 م) هو رياضياتي، وعالم فلك، وأستاذ جامعي، وكاتب سير من الولايات المتحدة الأمريكية . ولد في تونتون . وكان عضواً في الأكاديمية الأمريكية للفنون والعلوم .
توفي في بروفيدنس، رود آيلاند، عن عمر يناهز 78 عاماً.

## مناصب
تولى منصب List of Presidents of Brown University .

## التعليم
تعلم في جامعة براون

## مناصب وهيئات
أدار جامعة براون.